# Aisling Dempsey

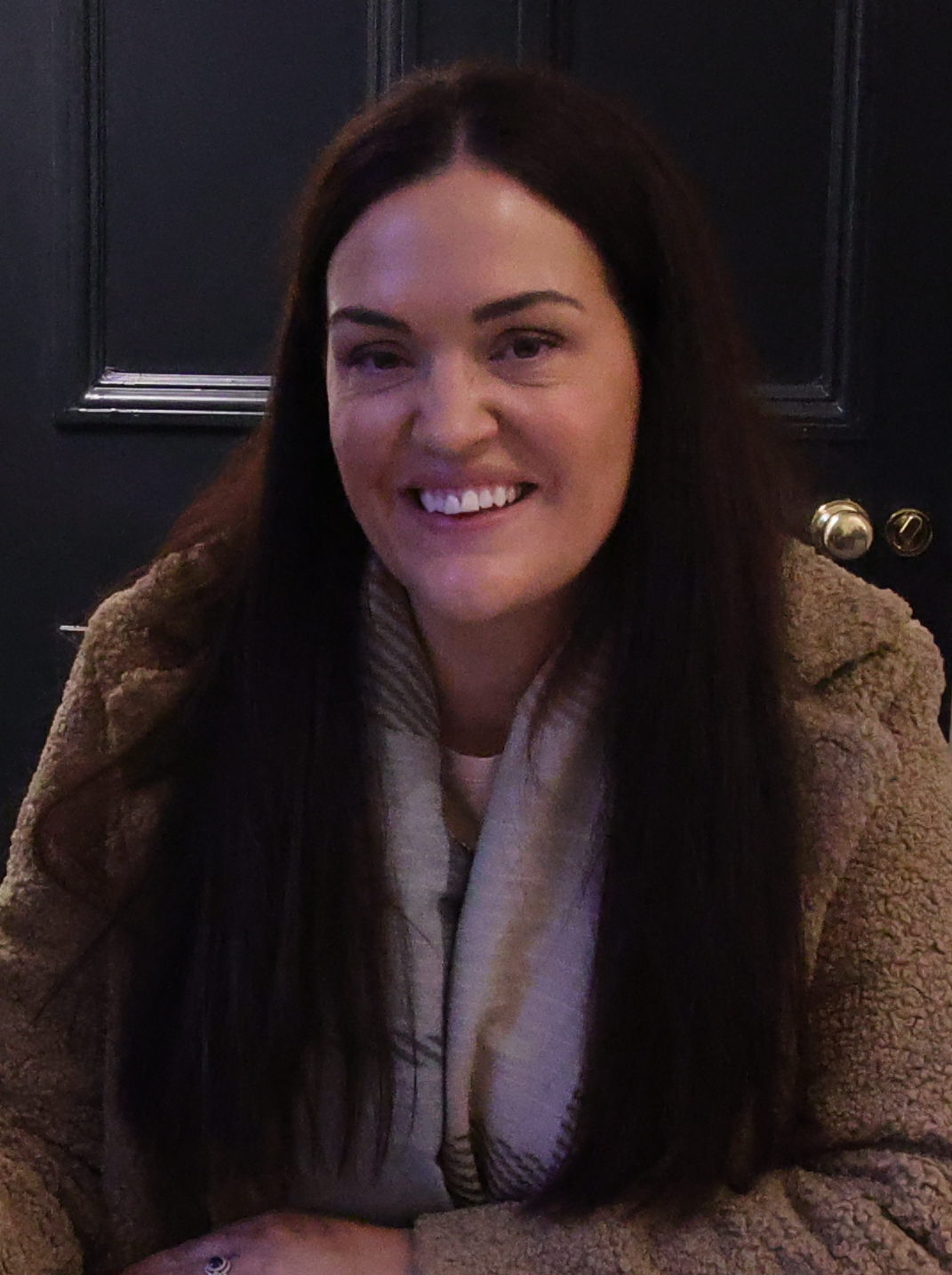
Aisling Dempsey, 2024

Aisling Dempsey (* im 20. Jahrhundert im County Meath) ist eine irische Politikerin und seit 2024 Teachta Dála (Abgeordnete) im Dáil Éireann für die Fianna Fáil.

## Leben
Dempsey rückte 2015 in den Meath County Council nach und wurde 2019 und 2024 gewählt. Sie trat zu den Wahlen zum Dáil Éireann 2024 im November für den Wahlkreis Meath West an. Dabei gelang es ihr, die notwendigen Stimmen für einen Sitz zu erringen.
Dempsey ist mit James Flood verheiratet und hat zwei Kinder. Ihr Vater ist der frühere Minister Noel Dempsey. Sie arbeitet für eine Immobilien- und Baufirma.